# Clarice Beniniová
Clarice Beniniová (8. ledna 1905, Florencie – 8. září 1976, Rufina) byla italská šachistka, jedna z předních světových hráček před druhou světovou válkou.
Byla dvakrát mistryní Itálie v šachu (1938 a 1939) a na ženském superturnaji v Semmeringu roku 1936 skončila na druhém místě za Sonjou Grafovou..
Dvakrát se zúčastnila turnaje o titul mistryně světa v šachu (roku 1937 ve Stockholmu, kde skončila za Věrou Menčikovou na druhém místě, a na přelomu let 1949-1950 v Moskvě, kde se umístila na devátém místě).
Roku 1950 získala titul mezinárodní mistryně.

## Výsledky na MS v šachu žen
| Rok       | Turnaj                           | Místo     | Výsledek | Pořadí |
| 1937      | 6. mistrovství světa v šachu žen | Stockholm | 10/14    | 2.     |
| 1949-1950 | 8. mistrovství světa v šachu žen | Moskva    | +6 −7 =2 | 9.     |